# مارك ريندال
مارك ريندال (بالإنجليزية: Mark Rendall)‏ هو ممثل أمريكي، ولد في 21 أكتوبر 1988 بتورونتو في كندا.

## أعمال

### أفلام
- (2007) 30 يوما من الليل[3]
- (2007) الحرير

### مسلسلات
- آرثر

## وصلات خارجية
- مارك ريندال على موقع IMDb (الإنجليزية)
- مارك ريندال على موقع ألو سيني (الفرنسية)
- مارك ريندال على موقع أول موفي (الإنجليزية)
- مارك ريندال على موقع قاعدة بيانات الأفلام السويدية (السويدية)
- مارك ريندال على موقع قاعدة بيانات الفيلم (الإنجليزية)
- مارك ريندال على موقع كينوبويسك (الروسية)